# Expedições polares francesas

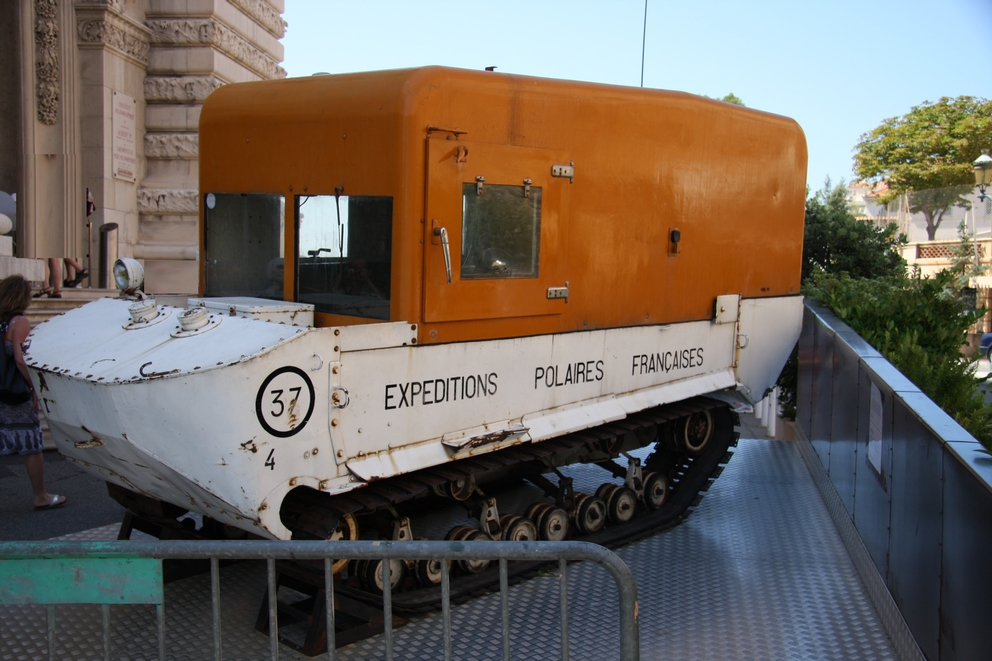
Modelo M29 da EPF

Expedições polares francesas (em francês:  Expéditions polaires françaises, (EPF)) foi a estrutura que organizava as expedições de pesquisa científica francesas no Ártico e no Antártico entre 1947 e 1992. Esta estrutura foi criada por Paul-Émile Victor que consegue convencer o governo em 1946 a organizar expedições à Gronelândia e à Terra de Adélia.

## História
Em 1992 a EPF é fundida com as as missões das terras austrais e antárticas no Grupo de interesse público, que englobou todos os institutos e centros de exploração da França.

## Filmografia
- 1949 - Groenland, 20.000 lieues sur les glaces, realizado por Marcel Ichac e Jean-Jacques Languepin
- Continent blanc de Jacques MASSON
- Le Paradoxe des Empereurs de Pierre Jouventin
- Quatre Saisons en Antarctique de Thierry Thomas e Pierre Jouventin
- Journal d'un hivernant à la base Dumont d'Urville de Jonathan Zaccaria
- La Vie des Français en Terre Adélie, de Jacques Ertaud (1976)